# Gornet-Cricov
Gornet-Cricov község  és falu Prahova megyében, Munténiában, Romániában.  A hozzá tartozó települések: Coșerele, Dobrota, Priseaca, Țărculești, és Valea Seacă.

## Fekvése
A megye délkeleti részén található, a megyeszékhelytől, Ploieștitől, harminc kilométerre északkeletre, a Cricovului Sărat  folyó valamint a Lopata és Saratica patakok mentén.

## Történelem
A 19. század végén a község Prahova megye Cricovul járásához tartozott és Țărculești, Gornet, Coșărele valamint Valea Boului falvakból állt, összesen 1943 lakossal. Ebben az időszakban a községnek egy iskolája, valamint négy temploma volt, egy-egy minden faluban.
A két világháború között Iordăcheanu községet megszüntették, a hozzá tartozó falvakat (Iordăcheanu, Plavia és Mocești) ideiglenesen Gornet-Cricov község irányítása alá helyezték, Valea Boului-t pedig Apostolache községhez csatolták. 1936-ban Iordăcheanu községet ismét létrehozták, a községi határokat a korábbiaknak megfelelően visszaállították.
1950-ben közigazgatási átszervezés alapján, a Prahova-i régió Urlați rajonjához került, majd 1952-ben pedig a Ploiești régió Mizil rajonjához csatolták.
1968-ban ismét megyerendszert vezettek be az országban, Gornet-Cricov az újból létrehozott Prahova megye része lett, ekkor került az irányítása alá Dobrota falu is, a megszüntetett Udrești községből.

## Lakossága
| Nemzetiségek | 2002 | 2002   |
| ------------ | ---- | ------ |
| Románok      | 2692 | 99,88% |
| Magyarok     | 2    | 0,07%  |
| Görögök      | 1    | 0,03%  |
| Összesen     | 2695 | 100,0% |